# Робинсон, Артур Наполеон Реймонд
Артур Наполеон Реймонд Робинсон (англ. Arthur Napoleon Raymond Robinson; 16 декабря 1926, Калдер-Холл, Тобаго — 9 апреля 2014, Порт-оф-Спейн) — тринидадо-тобагианский политический и государственный деятель. Президент Тринидада и Тобаго с 19 марта 1997 по 17 марта 2003 года. Премьер-министр Тринидада и Тобаго с 18 декабря 1986 по 17 декабря 1991 года.

## Биография
Окончил Лондонский (1949 год) и Оксфордский университеты (1955) в Британии. Работал в качестве юриста в Тобаго.
Первоначально был членом партии «Народное национальное движение» премьер-министра Эрика Уильямса, в 1956 году был назначен казначеем партии.
В 1958—1961 гг. — член федерального парламента, с 1961 по 1971 год и с 1976 по 1980 гг. — член Палаты представителей от избирательного округа Ист-Тобаго.
- 1961—1967 гг. — министр финансов,
- 1967—1970 гг. — министр иностранных дел Тринидада и Тобаго.

В 1970 году в знак протеста против расовой политики Уильямса покинул ряды Национального движения и основал Комитет демократических гражданских действий (Action Committee of Democratic Citizens), вместе с которым в альянсе с оппозиционной Демократической лейбористской партией безуспешно пытался бойкотировать выборы 1971 года. После выборов основал Демократический конгресс действий, который в 1976 году завоевал два места в парламенте страны. В 1971—1986 гг. был председателем этой партии. В 1980—1986 гг. являлся председателем Палаты собрания Тобаго.
Перед выборами 1981 года создал из представителей ряда оппозиционных партий коалицию под названием Национальный альянс для реконструкции. Однако она потерпела поражение на всеобщих выборах. Но уже на местных выборах 1983 года оппозиционный альянс стал победителем, в 1986 году Альянс завоевал абсолютное большинство на выборах в Палату представителей (33 из 36 мандатов), которое сохранял до 2001 года Робинсон стал его первым председателем, занимая этот пост до 1992 года.
C 18 декабря 1986 по 17 декабря 1991 гг. — премьер-министр. При попытке государственного переворота в июле 1990 года ранен в ногу. Проявил личное мужество, когда, находясь в заложниках у путчистов-исламистов, вместо обращения по радио в прямом эфире к армейским частям с просьбой прекратить огонь по захваченному парламенту обратился с призывом атаковать во всю мощь, за что был избит мятежниками.
В ноябре 1995 года был назначен на должность министра по особым делам и делам Тобаго; оставался на этой должности до своего избрания на пост президента.
На выборах в 1997 году за него проголосовало 69 % избирателей.